# Anadia pulchella
Anadia pulchella е вид влечуго от семейство Gymnophthalmidae. Видът е уязвим и сериозно застрашен от изчезване.

## Разпространение и местообитание
Разпространен е в Колумбия.
Обитава национални паркове, гористи местности и крайбрежия.